# Havsnejlika
Havsnejlika (Metridium senile), även kallad sjönejlika, är ett marint nässeldjur i klassen koralldjur som hör till ordningen havsanemoner. Havsnejlikan förekommer i norra Atlanten längs Nordamerikas östkust och Europas västkust och den finns även i Medelhavet. Den lever fästad på hårda föremål, främst i grundare vatten, men kan finnas ner till omkring 100 meters djup. 
Havsnejlikan har en lång stjälk och kan bli upp till 30 centimeter hög. Anemonens mun finns på den övre delen av stjälken och omkring den finns en krans av tentakler, försedda med nässelceller. Med hjälp av tentaklerna fångar havsnejlikan föda, huvudsakligen små organismer som plankton. Om havsnejlikan oroas drar den in tentaklerna i stjälken och den kan också dra ihop stjälken så att den blir kortare. Färgen på havsnejlikor varierar, det finns både havsnejlikor som är närmast vita och havsnejlikor som är orangeaktiga, gulaktiga eller rödbrunaktiga.
Havsnejlikan kan föröka sig på två sätt, dels genom att individerna samtidigt släpper ut ägg och spermier i vattnet där befruktning sedan sker, och dels genom avknoppning. Det sistnämnda sättet är en könlös förökning som innebär att en ny individ knoppas av från en äldre individ.